# Coopertown (Tennessee)
Coopertown es un pueblo ubicado en el condado de Robertson en el estado estadounidense de Tennessee. En el Censo de 2010 tenía una población de 4.278 habitantes y una densidad poblacional de 52,45 personas por km².

## Geografía
Coopertown se encuentra ubicado en las coordenadas 36°24′52″N 86°57′57″O / 36.41444, -86.96583. Según la Oficina del Censo de los Estados Unidos, Coopertown tiene una superficie total de 81.56 km², de la cual 81.56 km² corresponden a tierra firme y (0%) 0 km² es agua.

## Demografía
Según el censo de 2010, había 4.278 personas residiendo en Coopertown. La densidad de población era de 52,45 hab./km². De los 4.278 habitantes, Coopertown estaba compuesto por el 94.58% blancos, el 2.22% eran afroamericanos, el 0.54% eran amerindios, el 0.82% eran asiáticos, el 0.05% eran isleños del Pacífico, el 0.58% eran de otras razas y el 1.22% pertenecían a dos o más razas. Del total de la población el 1.96% eran hispanos o latinos de cualquier raza.